# Бернар II (герцог Гасконі)
Бернар II Похмурий (фр. Bernard II Tumapaler; бл. 1011/1020 — бл. 1064) — 3-й граф Арманьяк в 1020—1061 роках, герцог Гасконі в 1040—1052 роках.

## Життєпис
Походив з Дому Арманьяк. Син Жеро I, графа Арманьяка, та Адалаїси Аквітанської. Народився близько 1011 або 1020 року. 1014 або 1020 року після смерті батька став графом Арманьяк. Його мати вийшла заміж за Арно II, віконта де Ломань. Перебував під регентством матері. 1035 року взяв шлюб. 1036 року заснував монастир Сен-Мон.
1040 року після смерті вуйка Одо, герцога Аквітанії та Гасконі, успадкував Гасконське герцогство. Проте його права оскаржив Гі-Жоффруа, граф Ажена. В результаті під владою Бернара опинилася південна Гасконь, а у його супротивника — північна. Між ними почалася боротьба за важливе гарфство Бордо, в якій Бернар II 1044 року зазнав поразки. 1052 року внаслідок поразок від Гі-Жоффруа продав права на Гасконь за 15 тис. солей.
В подальшому вже вимушений був боротися за самостійність графства Арманьяк від Аквітанського герцогства, де з 1058 року герцогом став Гі-Жоффруа. 1060 року на бік останнього перейшов Остін, єпископ Оша. Водночас Бернар почав відкриту війну проти Аквітанії, але 1062 року в битві біля монастиря Ла-Костей (біля річки Адура) зазнав поразки, остаточно втративши Гасконь. 1063 року зрікся влади на користь сина Жеро II. Сам пішов до клюнійського монастиря Сен-Мон. Помер близько 1064 року (за іншими відомостями — 1090 року).

## Родина
Дружина — Ерменгарда
Діти:
- Жеро (д/н—1095), 4-й граф Арманьяк
- Арно-Бернар (д/н—1090)
- Жизель, дружина Сантюля V, віконта Беарна